# Championnats du monde de triathlon cross 2013
Navigation
Édition précédente Édition suivante
Les championnats du monde de triathlon cross 2013, troisième édition des championnats du monde de triathlon cross, ont lieu le 13 juillet 2013 à La Haye, aux Pays-Bas.

## Championnat du monde de triathlon cross 2013

### Résultats

#### Homme
|                    | Triathlète             | Pays           | Temps          |
| ------------------ | ---------------------- | -------------- | -------------- |
| Médaille d'or      | Conrad Stoltz          | Afrique du Sud | 2 h 1 min 38 s |
| Médaille d'argent  | Rubén Ruzafa           | Espagne        | 2 h 1 min 52 s |
| Médaille de bronze | Brice Daubord          | France         | 2 h 2 min 37 s |
| 4                  | Kris Coddens           | Belgique       | 2 h 3 min 4 s  |
| 5                  | Gonzalo Raul Tellechea | Argentine      | 2 h 3 min 15 s |

#### Femme
|                    | Triathlète       | Pays        | Temps           |
| ------------------ | ---------------- | ----------- | --------------- |
| Médaille d'or      | Héléna Erbenova  | Tchéquie    | 2 h 22 min 11 s |
| Médaille d'argent  | Lesley Paterson  | Royaume-Uni | 2 h 27 min 25 s |
| Médaille de bronze | Chantell Widney  | Canada      | 2 h 30 min 43 s |
| 4                  | Renata Bucher    | Suisse      | 2 h 34 min 16 s |
| 5                  | Jacqueline Slack | Royaume-Uni | 2 h 36 min 44 s |